# Neriman Istık
Neriman Istık (ur. 27 września 1996) – turecka bokserka, trzykrotna medalistka młodzieżowych mistrzostw świata, zdobywczyni brązowego medalu igrzysk olimpijskich młodzieży.

## Kariera amatorska
W wieku 15 lat została wicemistrzynią świata juniorów w kategorii do 46 kg. W finale przegrała na punkty (12:30) z reprezentantką Indii Lalenkawli. Istık powtórzyła juniorski sukces również w starszej grupie wiekowej, zdobywając srebro podczas młodzieżowych mistrzostwa świata w roku 2013, gdzie jedynej porażki doznała finale z Lin Yu-ting. Rok później ponownie była na podium tej imprezy, zdobywając brązowy medal w kategorii do 51 kg.
W 2014 roku została pierwszą i jedyną do tej pory pięściarką w historii Turcji, która zdobyła medal na olimpijskich igrzyskach młodzieży.
Istık jest również dwukrotną mistrzynią Turcji seniorów (2015, 2016) w kategorii do 51 kg.